# Demetrio Albertini
Demetrio Albertini (sinh ngày 23 tháng 8 năm 1971) là một cựu cầu thủ bóng đá người Ý. Trong sự nghiệp lẫy lừng của mình, Albertini cống hiến hầu hết đỉnh cao cho A.C. Milan trước khi chuyển tới nhiều CLB nhỏ và kết thúc sự nghiệp tại FC Barcelona.
Trong màu áo Azzuri, Albertini đã tham dự 2 kỳ World Cup 1994 và 1998. Anh cũng là thành viên của đội bóng Thiên thanh tham dự Euro 1996 và 2000.
Sau scandal Calciopoli vào năm 2006, Albertini trở thành phó chủ tịch của Liên đoàn bóng đá Ý. Tới ngày 19 tháng 9, Guido Rossi từ chức và Albertini cũng xin rút khỏi vị trí phó chủ tịch.

## Thống kê sự nghiệp
| CLB       | Mùa bóng        | Giải      | Giải | Giải | Cúp  | Cúp | Châu Âu | Châu Âu | Khác | Khác | Tổng | Tổng |
| CLB       | Mùa bóng        | Giải      | Trận | Bàn  | Trận | Bàn | Trận    | Bàn     | Trận | Bàn  | Trận | Bàn  |
| --------- | --------------- | --------- | ---- | ---- | ---- | --- | ------- | ------- | ---- | ---- | ---- | ---- |
| 1988–89   | Milan           | Serie A   | 1    | 0    | 0    | 0   | -       | -       | -    | -    | 1    | 0    |
| 1989–90   | Milan           | Serie A   | 1    | 0    | 0    | 0   | -       | -       | -    | -    | 1    | 0    |
| 1990–91   | Milan           | Serie A   | 0    | 0    | 2    | 0   | -       | -       | -    | -    | 2    | 0    |
| 1990–91   | Padova          | Serie B   | 28   | 5    | -    | -   | -       | -       | -    | -    | 28   | 5    |
| 1991–92   | Milan           | Serie A   | 28   | 3    | 5    | 0   | -       | -       | -    | -    | 33   | 3    |
| 1992–93   | Milan           | Serie A   | 29   | 2    | 6    | 0   | 7       | 1       | 1    | 0    | 43   | 3    |
| 1993–94   | Milan           | Serie A   | 26   | 3    | 0    | 0   | 13      | 1       | 2    | 0    | 41   | 4    |
| 1994–95   | Milan           | Serie A   | 30   | 2    | 4    | 0   | 11      | 0       | 2    | 0    | 47   | 2    |
| 1995–96   | Milan           | Serie A   | 30   | 0    | 3    | 0   | 5       | 0       | -    | -    | 38   | 0    |
| 1996–97   | Milan           | Serie A   | 29   | 8    | 2    | 0   | 5       | 1       | 1    | 0    | 37   | 9    |
| 1997–98   | Milan           | Serie A   | 28   | 0    | 9    | 2   | -       | -       | -    | -    | 37   | 2    |
| 1998–99   | Milan           | Serie A   | 29   | 2    | 3    | 0   | -       | -       | -    | -    | 32   | 2    |
| 1999–2000 | Milan           | Serie A   | 26   | 1    | 1    | 0   | 5       | 0       | 1    | 0    | 33   | 1    |
| 2000–01   | Milan           | Serie A   | 12   | 0    | 2    | 0   | 11      | 2       | -    | -    | 25   | 2    |
| 2001–02   | Milan           | Serie A   | 24   | 0    | 4    | 0   | 8       | 0       | -    | -    | 36   | 0    |
| 2002–03   | Atlético Madrid | La Liga   | 28   | 2    | 2    | 1   | -       | -       | -    | -    | 30   | 3    |
| 2003–04   | Lazio           | Serie A   | 23   | 2    | 4    | 0   | 8       | 0       | -    | -    | 35   | 2    |
| 2004–05   | Atalanta        | Serie A   | 14   | 1    | 2    | 1   | -       | -       | -    | -    | 16   | 2    |
| 2004–05   | Barcelona       | La Liga   | 5    | 0    | -    | -   | 1       | 0       | -    | -    | 6    | 0    |
| Milan     | Milan           | Milan     | 293  | 21   | 41   | 2   | 65      | 5       | 7    | 0    | 406  | 28   |
| Sự nghiệp | Sự nghiệp       | Sự nghiệp | 391  | 31   | 49   | 4   | 74      | 5       | 7    | 0    | 521  | 40   |

*Cúp châu Âu bao gồm UEFA Champions League, Cúp UEFA, và Siêu cúp châu Âu

### Quốc tế
| Đội tuyển bóng đá Ý | Đội tuyển bóng đá Ý | Đội tuyển bóng đá Ý |
| Năm                 | Trận                | Bàn                 |
| ------------------- | ------------------- | ------------------- |
| 1991                | 1                   | 0                   |
| 1992                | 4                   | 0                   |
| 1993                | 6                   | 0                   |
| 1994                | 14                  | 0                   |
| 1995                | 8                   | 2                   |
| 1996                | 7                   | 0                   |
| 1997                | 9                   | 0                   |
| 1998                | 10                  | 0                   |
| 1999                | 6                   | 0                   |
| 2000                | 11                  | 0                   |
| 2001                | 2                   | 0                   |
| 2002                | 1                   | 0                   |
| Tổng                | 79                  | 2                   |

## Danh hiệu
AC Milan
- Scudetto: 5

1991–92, 1992–93, 1993–94, 1995–96, 1998–99
- Siêu cúp bóng đá Ý: 4

1988, 1992, 1993, 1994
- UEFA Champions League: 3

1988–89, 1989–90, 1993–94
- Siêu cúp bóng đá châu Âu: 3

1989, 1990, 1994
SS Lazio
- Coppa Italia: 2003–04

FC Barcelona
- La Liga: 2004–05